# 公方
公方（くぼう）は、前近代の日本において、国家に関する公（おおやけ）のことを体現する方面および国家的統治権、すなわち古い時代の天皇やその朝廷、鎌倉時代、室町時代の将軍に起源する言葉である。特に室町時代の後半には、将軍の公権力の代行者として君臨した足利将軍家の一族の者の肩書きとして用いられた。公方の称号を公方号という。また、将軍、公方の敬称として御所号が用いられた。

## 沿革

### 「公方」号の発生
公は中国において私を内包する観念であり、日本で言うところの民と国家を総合する意味があった。日本語ではこの意が変化し、「公」は「私」を含まない観念で国家の取り扱う領分を意味する語となり、私の対義語となった。このような観念は「滅私奉公」「五公五民」「公私混同」といった用い方にあらわれている。
このような感覚から、古代には日本という国家を一身で体現する存在である天皇を指し示す表現として「おおやけ」という言葉が使われ、天皇やその家、朝廷を「公家（こうけ）」あるいは「公方」と呼称する慣習が生まれた。
特に荘園などの私的な所領が広がりを見せた平安時代後期以後には、国家的な統治権を強調するためにも用いられた。相対的な朝廷権力の低下した鎌倉時代以後には、荘園・公領の一円支配を実現させた本所（寺社・公家）や武家などが、その土地の統治権の保持者として「公方」と名乗る例も登場した。
さらに鎌倉幕府においても弘安6年（1283年）頃より、執権北条氏の得宗・御内人・御内御領に対抗して、皇族将軍を「公方」・御家人を「公方人々」・関東御領を「公方御領」と呼称する規定が成立する。これは、皇族将軍と執権北条時宗を擁して幕政改革に乗り出した安達泰盛が、北条氏の私的権力の幕政への介入を抑制するために、幕府の主権が征夷大将軍とその主従関係下にある御家人にあることを示すために採用したといわれている。

### 室町幕府の「公方」
南北朝時代、室町幕府を開いた足利尊氏が朝廷より公方号を許されたことが、室町幕府政所執事伊勢氏の末裔で江戸幕府旗本の伊勢貞丈の『貞丈雑記』に記されている。しかし、尊氏は多分に朝廷や公家の称としての意味合いが強かった公方号を素直には喜ばなかった。尊氏は公方の号を賜ると甲冑をまとうことができないと述べ、辞退するが、朝廷も一旦授けたものを撤回できず、尊氏が預かる形となった。
以降、2代将軍となった義詮の時代になっても用いられることはなかった。しかし、3代将軍義満以降、将軍の敬称として公方号が積極的に称されることとなった。当初、関東管領として鎌倉府に在った足利基氏も、将軍家が公方を称するようになると鎌倉公方と称するようになった。以降、幕府の主宰者たる将軍や、鎌倉公方を称した関東足利氏一族により、公方号が世襲されることとなる。鎌倉公方はさらに古河公方、堀越公方両家に分裂し、古河公方はさらに小弓公方と分裂する。

### その後
江戸時代には王権をほぼ全て掌握する将軍の別称として完全に定着し、「公方」と言えば徳川将軍だけを意味するようになる。幕府の主宰者たる武家の棟梁は、征夷大将軍を宣下されて後、敬称が上様から公方様に転化することとなり、公方は朝廷の代行者という意味が強かった。

## 足利一族の公方
- 鎌倉公方（関東公方）
室町時代に東国統治のために設置された鎌倉府（神奈川県鎌倉市）の長。初代は足利基氏。第2代は足利氏満、第3代は足利満兼、第4代は足利持氏である。永享の乱で持氏が室町幕府に反抗して敗死したため、一旦滅びた。のちに持氏の子の足利成氏を第5代として再興したが、成氏は享徳の乱の際に古河に移ったため、これを古河公方と呼ぶ。
- 篠川公方（篠川御所）
第3代鎌倉公方足利満兼が奥州統治のため弟の足利満直を陸奥国安積郡の篠川（ささがわ）（現、福島県郡山市）に派遣して成立。上杉禅秀の乱以降反鎌倉府の立場をとるが、1440年（永享12年）の結城合戦で滅亡した。
- 稲村公方（稲村御所）
第3代鎌倉公方足利満兼が奥州統治のため弟の足利満貞を陸奥国岩瀬郡の稲村（現、福島県須賀川市）に派遣して成立。1438年（永享10年）に永享の乱で満貞が自害したため滅亡した。
- 堀越公方
長禄2年（1458年）（あるいは長禄元年）、室町幕府第8代将軍足利義政は、享徳の乱で幕府と対立した足利成氏に代わり、新たな鎌倉公方として弟の足利政知を関東に派遣したが、箱根を越えられず伊豆国田方郡の堀越（ほりごえ）（現、静岡県伊豆の国市）を居所としたもの。2代目の足利茶々丸が北条早雲に討たれて滅亡した。
- 古河公方
享徳の乱の際に、享徳4年（1455年）、鎌倉から下総国古河（茨城県古河市）に移った関東公方で、初代は足利成氏。第2代は足利政氏、第3代は足利高基、第4代は足利晴氏、第5代は足利義氏である。晴氏が河越夜戦で敗れたことから後北条氏の影響力を強く受けるようになり、晴氏と義氏は古河を離れて、後北条氏の勢力範囲各地を居所とする時期が長かった。天正10年（1582年）、義氏が死去した後は後継者が立たず消滅した。後裔は喜連川氏となった。
- 小弓公方（小弓御所）
永正14年（1517年）、第3代古河公方足利高基の弟足利義明が上総国真里谷（まりやつ）城主の上総武田氏に擁立されて、下総国の小弓城（現、千葉県千葉市）を居所としたもの。自らを第2代古河公方政氏の正当な後継者であると主張し、高基に対抗した。天文7年（1538年）の第一次国府台合戦で義明が戦死したため滅亡した。後裔が古河公方系と合一して喜連川氏となった。
- 鞍谷公方（鞍谷御所）
越前守護代朝倉氏が越前守護斯波氏から越前国の支配を奪い、斯波一族のうちから名目上の国主として擁し、後には客将として遇したもの。越前鞍谷（現、福井県越前市）を所領としたことから鞍谷御所などと呼ばれる。江戸時代には室町幕府3代将軍足利義満の子足利義嗣の子孫とする説があったことから鞍谷公方とも呼ぶこともあるが、足利将軍家の後裔であることを示す同時代の資料はない（同時代には斯波一族と認識されていた）。
- 堺公方
大永7年（1527年）から享禄5年（1532年）にかけて、阿波細川氏・三好氏らが擁する足利義維が和泉国堺に進出し、近江国に逃れた室町幕府12代将軍足利義晴と対峙して畿内の支配を争った。その間、義維は「堺公方」「堺大樹」「堺武家」などと称されたが、堺を追われ阿波に下った後は阿波公方と呼ばれた。
- 平島公方（平島御所・阿波公方・阿波御所）
四国の阿波国平島（現、徳島県阿南市）に本拠を置いた足利義維の系統。義維の子足利義栄は14代将軍となる。
- 越中公方
1493年に明応の政変に遭った室町幕府10代将軍足利義材が越中国射水郡放生津で樹立した政権。

## 将軍のあだ名
公方は将軍の別称として広く使われるようになったため、時には何某公方というように、公方に揶揄や批判の意味をこめた語をつけたあだ名が庶民によってつけられて知られることもあった。
- 足利義稙の「流れ公方」
有力大名に政権を追われて各地を転々としたことから。一族は阿波国に定着し、阿波公方となった。
- 徳川綱吉の「犬公方」
生類憐れみの令を出して犬を手厚く保護し、そのために庶民の迷惑を招いたことから。
- 徳川吉宗の「米公方」
その治世に豊作と飢饉が繰り返されて米価が大きく上下したので、その統制に追われたことから。

「米」の漢字を分解した「八十八」や「八木」から「八十八公方」、「八木公方」とも呼ばれた。
- 徳川家重の「小便公方」
体質が生来虚弱で言語不明瞭であったことから、殿中で小便を漏らしたという噂があった。小便を漏らしたか否かについては不明であるが、江戸城から上野寛永寺へ出向く道中（数km）に23箇所も便所を設置させたとされ、少なくともこの時期、いわゆる頻尿であったことは確認できる。
- 徳川慶喜の「豚公方」
豚肉を好んで食したことから。大政奉還の前後に詠まれた川柳に「江戸の豚、都の狆に追い出され」[2]とあり、広く知られていたことが分かる。